# Sara Ballantyne
Pour les articles homonymes, voir Ballantyne.
Sara Ballantyne, née le 14 octobre 1960, est une coureuse cycliste américaine. Spécialiste du cross-country VTT, elle remporte la Coupe du monde en 1991 et obtient deux médailles aux championnats du monde de cross-country en 1990 et 1994. Entre 1987 et 1989, elle remporte le titre officieux de championne du monde de cross-country. Après sa carrière de coureuse, elle s'occupe d'un salon de massage dans le Colorado.
Elle est admise au Mountain Bike Hall of Fame en 1992 et au Temple de la renommée du cyclisme américain en 2014.

## Palmarès

### Championnats du monde
| Édition / Épreuve | Cross-country |
| Durango 1990      | Argent        |
| Ciocco 1991       | 6e            |
| Bromont 1992      | 6e            |
| Vail 1994         | Bronze        |
| Cairns 1996       | 8e            |

### Coupe du monde
- Coupe du monde de cross-country (1)
  - 1re en 1991 (vainqueur d'une manche)
  - 6e en 1996

### Championnat des États-Unis
- Championnats des États-Unis de cross-country (1) : 1989